# Coniothyrium kallangurense
Coniothyrium kallangurense är en svampart som beskrevs av B. Sutton & Alcorn 1975. Coniothyrium kallangurense ingår i släktet Coniothyrium och familjen Leptosphaeriaceae.   Inga underarter finns listade i Catalogue of Life.